# Ретюм
Ретюм (нід. Reutum) — село в нідерландській провінції Оверейсел. Входить до муніципалітету Тюбберген.
Його площа становить 15,43 км², а населення станом на 2021 рік складало 1 405 осіб.

## Галерея

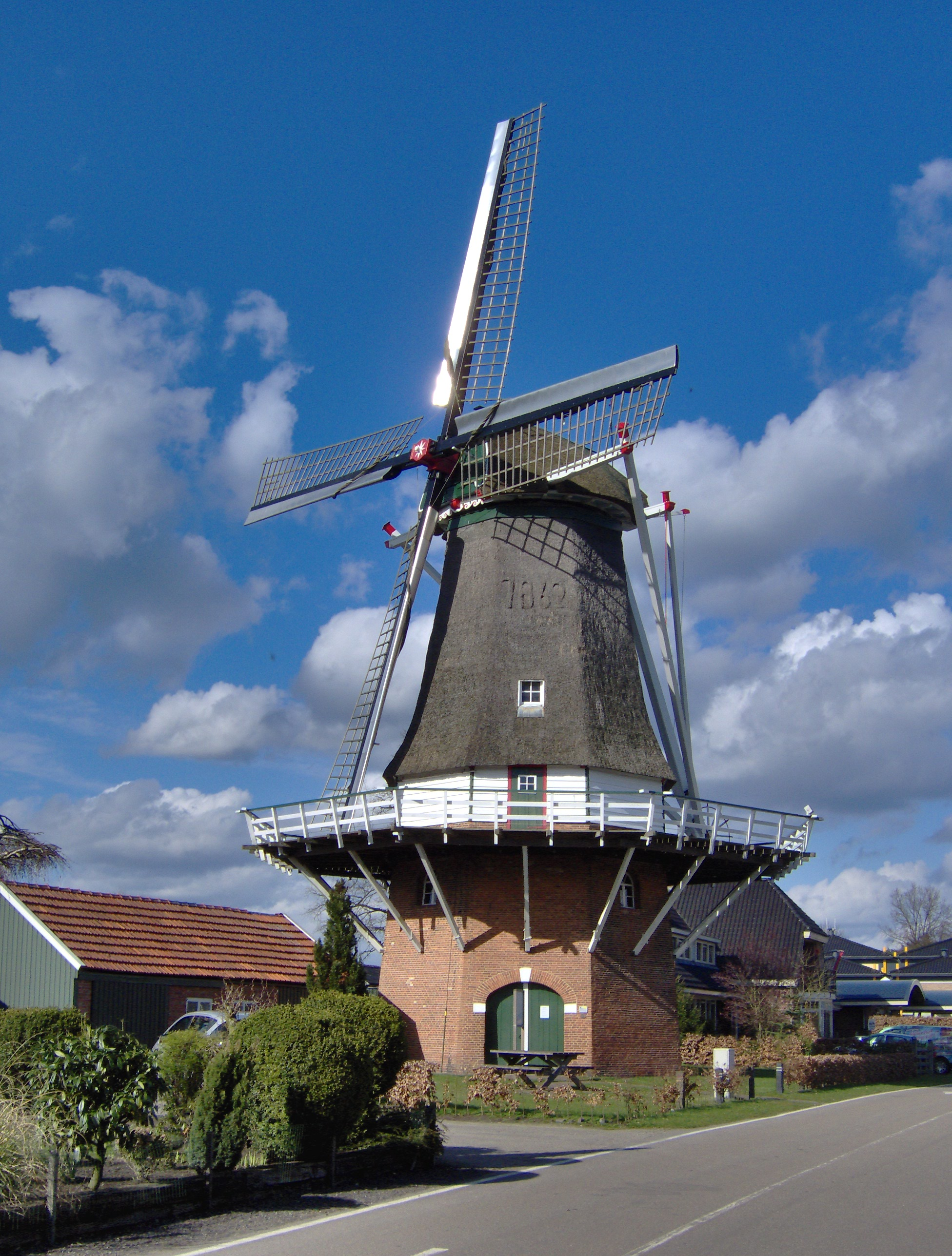
Вітряк De Vier Winden
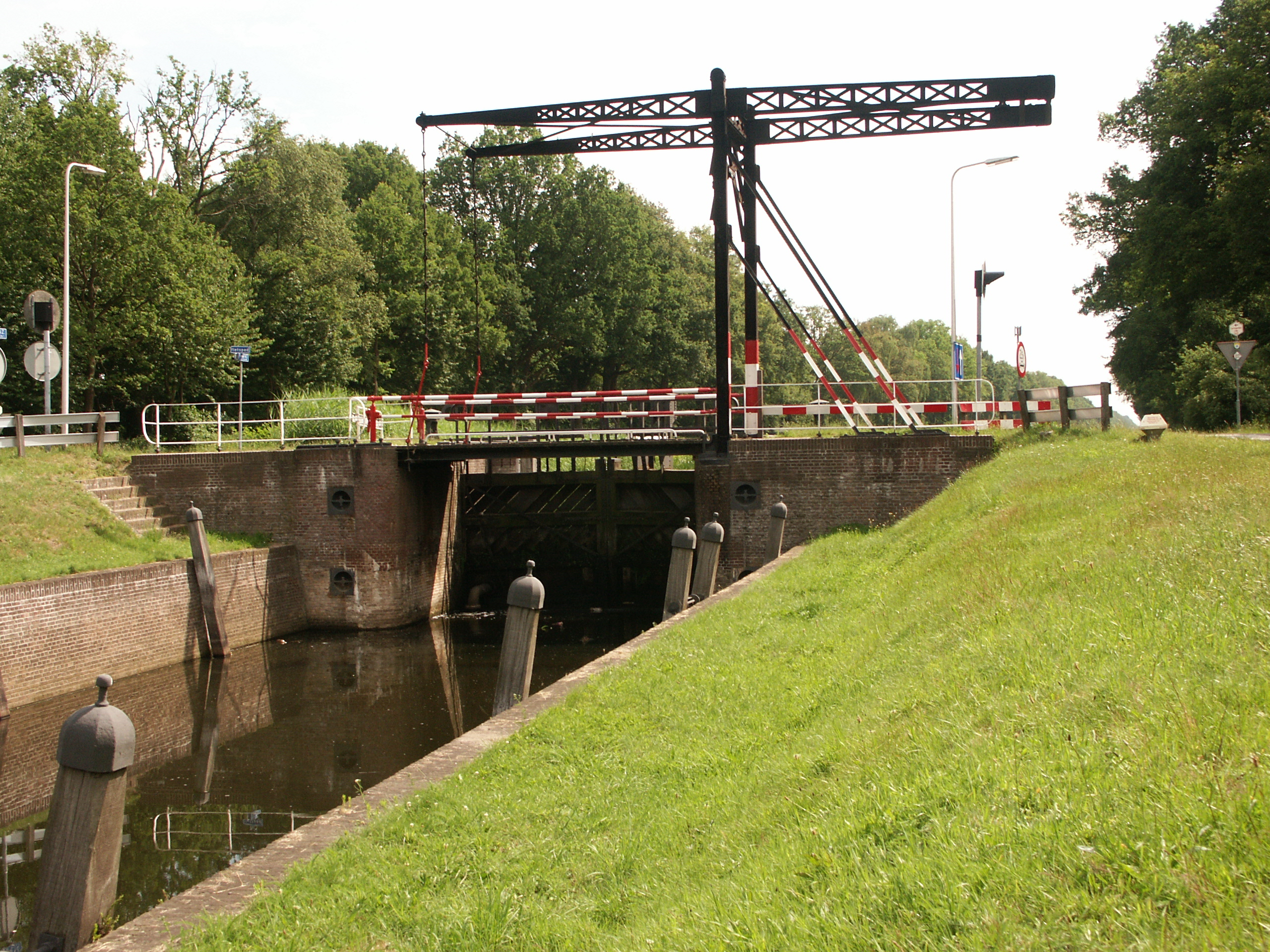
Шлюз на каналі Алмело-Нордгорн